# Daxi (Yongding)
Daxi ist eine Gemeinde im Südosten der Volksrepublik China. Sie liegt im Südosten des Verwaltungsgebietes des Stadtbezirkes Yongding, der seinerseits der bezirksfreien Stadt Longyan der Provinz Fujian unterstellt ist. Die Gemeinde Daxi verwaltet ein Territorium von 75,6 Quadratkilometern mit etwa 570 Hektar landwirtschaftlicher und 2900 Hektar forstwirtschaftlicher Nutzfläche und einer Gesamtbevölkerung von 14133 Personen im Jahre 2015. Die Bevölkerungszählung des Jahres 2000 hatte eine Gesamtbevölkerung von 9968 Personen in 2895 Haushalten ergeben, davon 4993 Männer und 4975 Frauen.
Daxi ist auf Dorfebene in acht Dörfer untergliedert: Daxi (大溪村), Tailian (太联村), Kengtou (坑头村), Huanglong (黄龙村), Lianhe (联和村), Santang (三堂村), Juxi (莒溪村), Hubei (湖背村). Diese fassen 80 dörfliche Siedlungen zusammen.
Die Landwirtschaft von Daxi lebt vor allem vom Anbau von Tabak, der auf mehr als 130 Hektar angebaut wird, und von Obst wie Persimonen, Pflaumen, Japanischen Wollmispeln, Pappelpflaumen oder Mandarinen. Daxi ist Standort von Tulou mit außergewöhnlichen Eigenschaften, die zum UNESCO-Welterbe gehören und landwirtschaftlichen Attraktionen wie der Berg Dongfu Shan oder die Höhle Dahu Dong. Es ist Herkunftsort der Vorfahren von etwa 42.000 Auslandschinesen, die vor allem in Indonesien leben.